# Smicksburg
Smicksburg es un borough ubicado en el condado de Indiana, Pensilvania, Estados Unidos. Según el censo de 2020, tiene una población de 56 habitantes.

## Geografía
Smicksburg se encuentra ubicado en las coordenadas 40°52′7″N 79°10′13″O / 40.86861, -79.17028.

## Demografía
Según la Oficina del Censo, en el año 2000, los ingresos medios por hogar en la localidad eran de $26.875, y los ingresos medios por familia de $37.500. Los hombres tenían unos ingresos medios de $26.750, frente a los $25.625 de las mujeres. La renta per cápita para la localidad era de $14.502. Alrededor del 20.7% de la población estaba por debajo del umbral de pobreza.